# Angela Schmidt-Foster
Angela Schmidt-Foster (ur. 6 stycznia 1960 w Woodstock) – kanadyjska biegaczka narciarska, zawodniczka klubu Midland Ski Club.

## Kariera
W 1979 roku wystąpiła na mistrzostwach świata juniorów w Mont-Sainte-Anne, zajmując 17. miejsce w biegu na 5 km techniką klasyczną oraz dziewiąte w sztafecie.
W Pucharze Świata zadebiutowała 15 stycznia 1982 roku w La Bresse, zajmując 13. miejsce w biegu na 5 km. Tym samym już w swoim debiucie zdobyła pierwsze pucharowe punkty. Na podium zawodów tego cyklu jedyny raz stanęła 10 stycznia 1987 roku w Canmore, kończąc bieg na 10 km techniką klasyczną na trzeciej pozycji. W zawodach tych wyprzedziły ją jedynie Evi Kratzer ze Szwajcarii i Szwedka Annika Dahlman. Najlepsze rezultaty osiągnęła w sezonie 1986/1987, kiedy zajęła 20. miejsce w klasyfikacji generalnej.
W 1980 roku wystąpiła na igrzyskach olimpijskich w Lake Placid, zajmując ósme miejsce w sztafecie, 23. miejsce w biegu na 10 km oraz 29. miejsce w biegu na 5 km. Startowała również na trzech kolejnych edycjach tej imprezy, zajmując między innymi dziewiąte miejsce w sztafecie podczas igrzysk w Calgary w 1988 roku i 29. miejsce na dystansie 15 km klasykiem na igrzyskach olimpijskich w Albertville cztery lata później. Brała też między innymi udział w mistrzostwach świata w Oberstdorfie w 1987 roku, gdzie była czternasta w biegu na 10 km techniką klasyczną oraz siódma w sztafecie.

## Osiągnięcia

### Igrzyska olimpijskie
| Miejsce | Dzień     | Rok  | Miejscowość | Konkurencja             | Czas biegu | Strata   | Zwyciężczyni           |
| ------- | --------- | ---- | ----------- | ----------------------- | ---------- | -------- | ---------------------- |
| 29.     | 15 lutego | 1980 | Lake Placid | 5 km stylem klasycznym  | 15:06,92   | +1:22,00 | Raisa Smietanina       |
| 27.     | 18 lutego | 1980 | Lake Placid | 10 km stylem klasycznym | 30:31,54   | +2:24,60 | Barbara Petzold        |
| 8.      | 21 lutego | 1980 | Lake Placid | Sztafeta 4x5 km         | 1:02:11,10 | +5:34,65 | NRD                    |
| 36.     | 9 lutego  | 1984 | Sarajewo    | 10 km stylem klasycznym | 31:44,2    | +3:50,8  | Marja-Lisa Hämälainen  |
| 39.     | 12 lutego | 1984 | Sarajewo    | 5 km stylem klasycznym  | 17:04,0    | +2:26,1  | Marjo Matikainen       |
| DNF     | 18 lutego | 1984 | Sarajewo    | 20 km stylem klasycznym | 1:01:45,0  | -        | Marja-Liisa Hämäläinen |
| 38.     | 14 lutego | 1988 | Calgary     | 10 km stylem klasycznym | 30:08,3    | +3:37,8  | Vida Vencienė          |
| 32.     | 17 lutego | 1988 | Calgary     | 5 km stylem klasycznym  | 15:04,0    | +1:28,5  | Marjo Matikainen       |
| 9.      | 21 lutego | 1988 | Calgary     | Sztafeta 4x5 km         | 59:51,1    | +4:31,5  | ZSRR                   |
| 44.     | 25 lutego | 1988 | Calgary     | 20 km stylem dowolnym   | 55:33,6    | +8:28,3  | Tamara Tichonowa       |
| 29.     | 9 lutego  | 1992 | Albertville | 15 km stylem klasycznym | 42:20,8    | +4:34,2  | Lubow Jegorowa         |
| 39.     | 13 lutego | 1992 | Albertville | 5 km stylem klasycznym  | 14:13,8    | +1:42,2  | Marjut Lukkarinen      |
| 51.     | 15 lutego | 1992 | Albertville | 5+10 km pościgowy       | 40:07,7    | +6:36,4  | Lubow Jegorowa         |
| 11.     | 17 lutego | 1992 | Albertville | Sztafeta 4x5 km         | 59:34,8    | +4:03,7  | WNP                    |

### Mistrzostwa świata
| Miejsce | Dzień     | Rok  | Miejscowość | Konkurencja             | Czas biegu | Strata  | Zwyciężczyni        |
| ------- | --------- | ---- | ----------- | ----------------------- | ---------- | ------- | ------------------- |
| 19.     | 19 lutego | 1982 | Oslo        | 10 km stylem dowolnym   | 29:25,9    | ?       | Berit Aunli         |
| 7.      | 24 lutego | 1982 | Oslo        | Sztafeta 4x5 km         | 1:02:15,9  | +3:23,1 | Norwegia            |
| 14.     | 13 lutego | 1987 | Oberstdorf  | 10 km stylem klasycznym | 31:49,5    | +1:57,8 | Anne Jahren         |
| 7.      | 18 lutego | 1987 | Oberstdorf  | Sztafeta 4x5 km         | 58:08,8    | +2:23,9 | ZSRR                |
| 23.     | 20 lutego | 1987 | Oberstdorf  | 20 km stylem dowolnym   | 57:20,5    | +3:06,8 | Marie-Helene Westin |
| 21.     | 17 lutego | 1989 | Lahti       | 10 km stylem klasycznym | 29:19,0    | +2:19,5 | Larisa Łazutina     |
| 18.     | 21 lutego | 1989 | Lahti       | 15 km stylem klasycznym | 47:46,6    | +3:49,6 | Marjo Matikainen    |
| 8.      | 23 lutego | 1989 | Lahti       | Sztafeta 4x5 km         | 54:49,8    | +3:54,4 | Finlandia           |

### Mistrzostwa świata juniorów
| Miejsce | Dzień     | Rok  | Miejscowość      | Konkurencja            | Czas biegu | Strata   | Zwyciężczyni    |
| ------- | --------- | ---- | ---------------- | ---------------------- | ---------- | -------- | --------------- |
| 17.     | 16 lutego | 1979 | Mont-Sainte-Anne | 5 km stylem klasycznym | 16:25,64   | +1:00,88 | Marlies Rostock |
| 9.      | 18 lutego | 1979 | Mont-Sainte-Anne | Sztafeta 3x5 km        | 50:00,19   | +4:07,62 | NRD             |

### Puchar Świata

#### Miejsca w klasyfikacji generalnej
- sezon 1981/1982: 42.
- sezon 1982/1983: 31.
- sezon 1983/1984: 41.
- sezon 1986/1987: 20.

#### Miejsca na podium
| Nr | Dzień       | Rok  | Miejscowość | Konkurencja             | Czas biegu | Strata | Miejsce | Zwycięzca   |
| -- | ----------- | ---- | ----------- | ----------------------- | ---------- | ------ | ------- | ----------- |
| 1. | 10 stycznia | 1987 | Canmore     | 10 km stylem klasycznym | ?          | ?      | 3       | Evi Kratzer |